# 하계어린이도서관
하계어린이도서관은 서울특별시 노원구 소재의 어린이 도서관이다.

## 연혁
- 2021년 12월 6일 개관.

## 이용 안내
이용 시간
- 유아자료실: 평일 09:00 ~ 18:00 / 주말 09:00 ~ 17:00
- 어린이자료실: 평일 09:00 ~ 18:00 / 주말 09:00 ~ 17:00

휴관일
- 매주 일요일
- 법정공휴일(단, 토·일요일은 법정공휴일과 겹칠 경우 휴관)